# 발터 지몬스

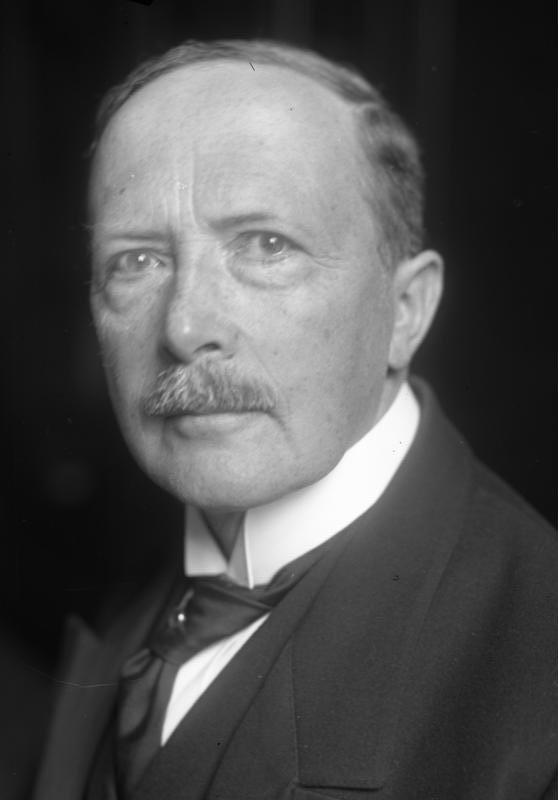
발터 지몬스

발터 지몬스(독일어: Walter Simons, 1861년 9월 24일 엘버펠트 ~ 1937년 7월 14일 바벨스베르그)는 바이마르 공화국의 변호사이자, 정치인이다. 1922년에서 1929년까지 독일 제국 재판소장으로 재직하였다.